# Norwich (condado de Chenango, Nueva York)
Norwich es un pueblo ubicado en el condado de Chenango en el estado estadounidense de Nueva York. En el año 2000 tenía una población de 3.836 habitantes y una densidad poblacional de 35.2 personas por km².

## Geografía
Norwich se encuentra ubicado en las coordenadas 42°30′49″N 75°29′35″O / 42.51361, -75.49306.

## Demografía
Según la Oficina del Censo en 2000 los ingresos medios por hogar en la localidad eran de $35,357, y los ingresos medios por familia eran $42,763. Los hombres tenían unos ingresos medios de $32,988 frente a los $22,817 para las mujeres. La renta per cápita para la localidad era de $18,474. Alrededor del 13.1% de la población estaban por debajo del umbral de pobreza.